# Shari Steele
Shari Steele es una activista por los derechos digitales, actualmente directora ejecutiva del The Tor Project.
Cuenta con estudios en leyes por parte de la universidad Widener University donde obtuvo el doctorado. Desde diciembre de 2015 es directora ejecutiva de  The Tor Project, anteriormente fue directora ejecutiva en Electronic Frontier Foundation desde 2000.